# أور نونكال
أور نونكال الأوروكي وهو سادس الحكام السومريين لسلالة اوروك الأولى حكم في القرن 26 ق م وهو ابن كلكامش حسب قائمة الملوك السومريين وحكم بعده إبنه أودول كالاما.